# Golgota
Golgota je brdo izvan Jeruzalema gdje je prema Bibliji razapet Isus Krist. Brdo se tada nalazilo izvan zidina Jeruzalema, ali kako se grad širio, danas se ovo mjesto nalazi unutar grada. Latinska riječ Kalvarija znači lubanja, jer je brdo od kamena i u silueti vjerojatno podsjećalo na lubanju. Tamo su svojedobno izvršavana pogubljenja.